# Alfredo Roque Vítolo
Alfredo Roque Vítolo (Godoy Cruz, 1910 - Buenos Aires, 1967) fue un abogado y político argentino, que fue diputado nacional y ministro del Interior de su país durante la presidencia de Arturo Frondizi.

## Biografía
Hijo de dos inmigrantes italianos y huérfano desde los diez años, se recibió de abogado en la Universidad Nacional de Córdoba en 1933. Ingresó a una fracción de la Unión Cívica Radical, conocida como Lencinista, que había sido fundada por José Néstor Lencinas, y más tarde adhirió a una ramificación del mismo, liderada por José Hipólito Lencinas, hijo del caudillo, llamada Unión Cívica Radical Federalista. Poco después, en 1935, este grupo se unió a la Unión Cívica Radical, liderada entonces por el expresidente Marcelo T. de Alvear. Vítolo presidió la UCR de la Provincia de Mendoza entre 1937 y 1941.
Fue diputado provincial a fines de la Década Infame; se opuso al peronismo desde su aparición como fuerza política, y fue nuevamente diputado provincial. En 1948 asumió como diputado nacional por su provincia, formando parte del Bloque de los 44, que reunía a la minoría radical en el Congreso. Se destacaba como un gran orador parlamentario, lo que le evitó los enfrentamientos violentos con los diputados oficialistas que marcaron el paso de varios de sus compañeros por el Congreso.
Tras la dictadura autotitulada Revolución Libertadora —a la que manifestó su apoyo— formó junto a Arturo Frondizi, Celestino Gelsi, Hugo Vaca Narvaja, los hermanos Dante Oscar Tortonese y Abel Ernesto Tortonese, Guillermo Acuña Anzorena, Elvio Tito Anchieri, Oscar Alende, entre otros, en las filas de la Unión Cívica Radical Intransigente. Participó en las elecciones provinciales de 1958, siendo derrotado por Ernesto Ueltschi. Al ascender a la presidencia, Frondizi lo llevó al gobierno como su Ministro del Interior, cargo que asumió en marzo de 1958.
Durante su mandato fue aplicado el Plan CONINTES o «Estado de Conmoción Interna del Estado», por el cual se militarizaba la represión de los actos de terrorismo, especialmente de la resistencia peronista; el plan fue ejecutado como resultado de la presión de las Fuerzas Armadas, y en la práctica resultó en la aplicación de normas similares al estado de sitio sin respaldo legal, en contra de la dirigencia política y sindical de origen peronista y comunista. Durante la aplicación del Plan CONINTES fueron violados los derechos humanos de muchos dirigentes y militantes gremiales, como logró demostrar el diputado Alfredo Palacios durante la interpelación parlamentaria al ministro Vítolo del mes de mayo de 1961.
Aplicando el Plan Conintes miles de personas fueron detenidas y al menos 111 fueron condenadas en juicios sumarios realizados por consejos militares de guerra, a la vez que los detenidos fueron sometidos sistemáticamente a torturas. En el mismo marco, decenas de miles de trabajadores de los transportes y servicios públicos fueron incorporados forzadamente al servicio militar y puestos bajo el mando de las fuerzas armadas. También fueron intervenidos sindicatos y clausurados locales partidarios.
Fue el encargado de organizar las elecciones de 1962, en las que el gobierno, jaqueado por la presión de las Fuerzas Armadas, pretendía impedir la victoria del peronismo sin impedir su participación. Con ese objetivo en mente, Vítolo garantizó que el general Perón no podría volver a la Argentina, y que tampoco podía ser candidato, por considerárselo prófugo de la justicia y por no cumplir el plazo de dos años de residencia en el país. Para evaluar las posibilidades de éxito frente al peronismo, Vítolo organizó elecciones anticipadas en algunas provincias, con resultados ambiguos, ya que el oficialismo ganó en Santa Fe y perdió en Mendoza, aunque allí el triunfo correspondió a los conservadores. De modo que el gobierno autorizó al peronismo a participar en las elecciones, que se celebraron el día 18 de marzo; la táctica oficialista se basaba en el convencimiento de que las masas acatarían la orden de Perón de votar en blanco. Pero la muerte de Crisólogo Larralde, candidato a gobernador de Buenos Aires por la UCRP y la desobediencia de Andrés Framini y Augusto Vandor, que hicieron caso omiso a las recomendaciones del líder justicialista, dieron por tierra con esos esquemas. El 18 de marzo de 1962, pese a las aseveraciones de Alfredo Vitolo a los militares, los peronistas ganaron en todo el país, incluido el distrito mayoritario: la provincia de Buenos Aires. Esa misma noche, el ministro Vítolo renunció a su cargo; Frondizi fue derrocado pocos días después.
Falleció en Buenos Aires en 1967, y sus restos descansan en el Cementerio de la Recoleta. Su hijo Alfredo (1938-2006) fue un político ligado al radicalismo, que llegó a ser miembro del Consejo de la Magistratura. Su nieto Alfredo Mauricio Vítolo es abogado de grandes empresas y desde 2015 ha sido asesor del Secretario de Derechos Humanos Claudio Avruj; el periodista Horacio Verbitsky ha afirmado que Vítolo sería el ideólogo de una estrategia tendiente a revertir los avances en política de derechos humanos que han ocurrido desde principios del siglo XXI en la Argentina.